# سیارک ۴۸۲۲
سیارک ۴۸۲۲ (به انگلیسی: 4822 Karge، نامگذاری:1986TC1) چهار هزار و هشتصد و بیست و دومین سیارک کشف شده‌است که در ۴ اکتبر ۱۹۸۶ کشف شد.
قدر مطلق سیارک برابر ۱۳٫۷۰ است.